# Francis Head, IV baronetto
Sir Francis Head, IV Baronetto (1721–68) dei baronetti Head (1693 – 1768), è stato un presbitero inglese, era anche proprietario terriero anglicano.
Era il fratello minore di Sir Richard Head (1693–1721), III Baronetto (1716–21) che morì celibe e dal quale Sir Francis ereditò il suo titolo.

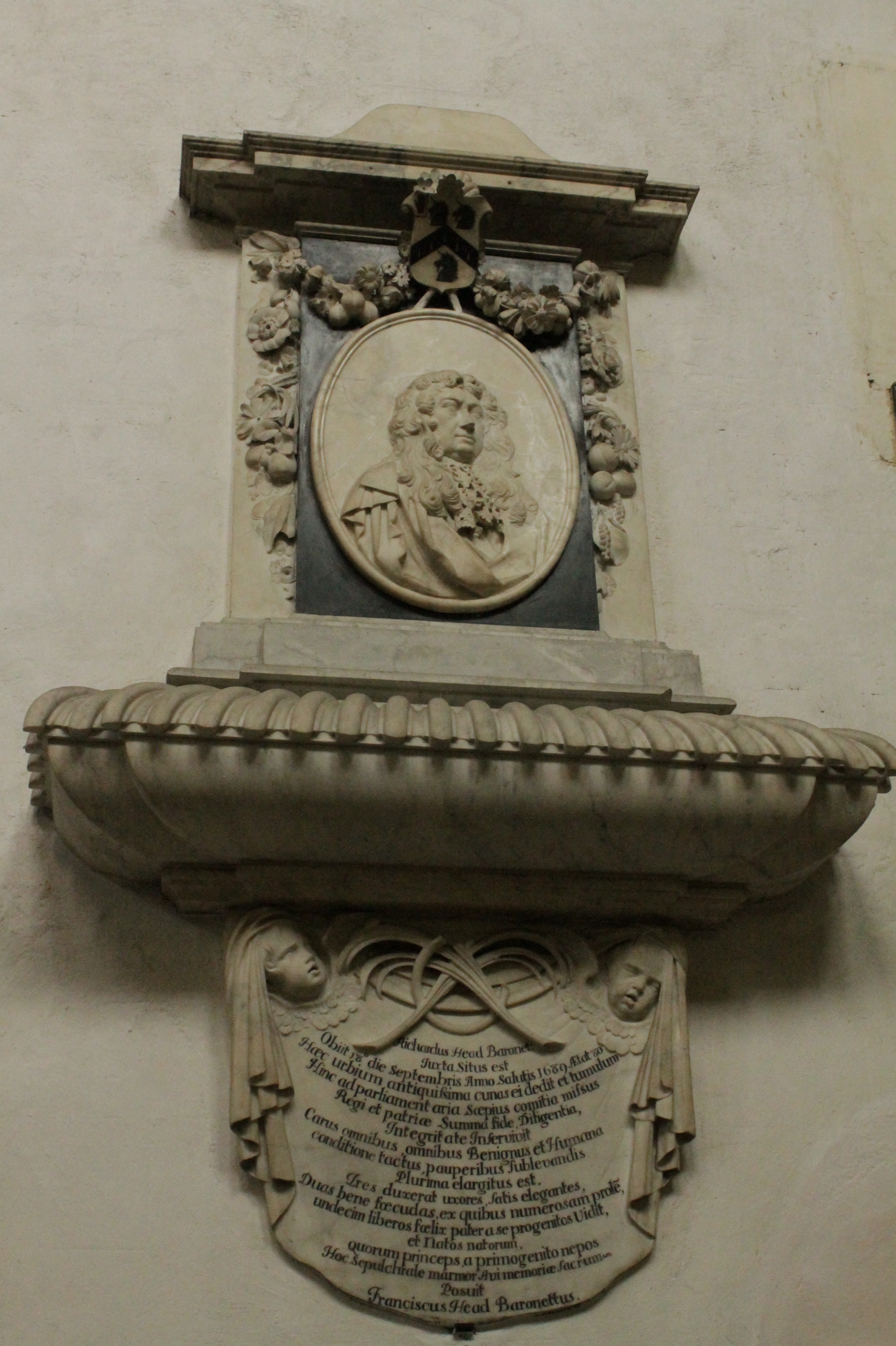
Memoriale a Sir Francis Head, Cattedrale di Rochester.

## Vita
Francis studiò alla Christ Church, Università di Oxford. Mentre era a Oxford fu ordinato sacerdote nella chiesa anglicana: diacono il 24 maggio 1719 e sacerdote il 20 dicembre 1719. Per quanto ne sappiamo, Francis Head non ha mai ricoperto alcuna posizione clericale all'interno della Chiesa d'Inghilterra. Da studente alla Christ Church, Francis Head avrebbe conosciuto il Rev. Francis Atterbury (1663–1732), un eminente chierico giacobita che fu decano della Christ Church dal 1711 al 1713. Sir Francis Head avrebbe continuato a frequentare Atterbury che, lasciando Oxford, era diventato vescovo di Rochester (1713–21); la città di Rochester è molto vicina alla sede ancestrale dei Head a Higham, ecco la descrizione di un anonimo del luogo:
(Anonimo)
Il Grande Hermitage fu distrutto da un incendio nel 1938.

## Figli
Francis Head sposò Mary Boys († 1792) dalla quale ebbe tre figlie:
1. Maria Wilhelmina Head (morta nel 1758). Sposò Henry Roper (1733–86), XI barone Teynham, di un'importante famiglia cattolica locale.
2. Anne Gabriella Head (morta nel 1771). Sposò per primo Moses Mendes (morto nel 1759), un ricco finanziere londinese, poeta dilettante e drammaturgo; e per secondo John Roper (1734–80), fratello minore di suo cognato Henry Roper. Il figlio di Moses e Anna, James Roper Mendes Head, è il padre di Sir Francis Bond Head .
3. Elizabeth Campbell Head (1735–1810). Sposò per primo il reverendo dottor William Lill (1721–1775), rettore di Ardee in Irlanda; e per secondo il Capitano Sir Charles Ventris Field (morto nel 1803).